# تزامنية

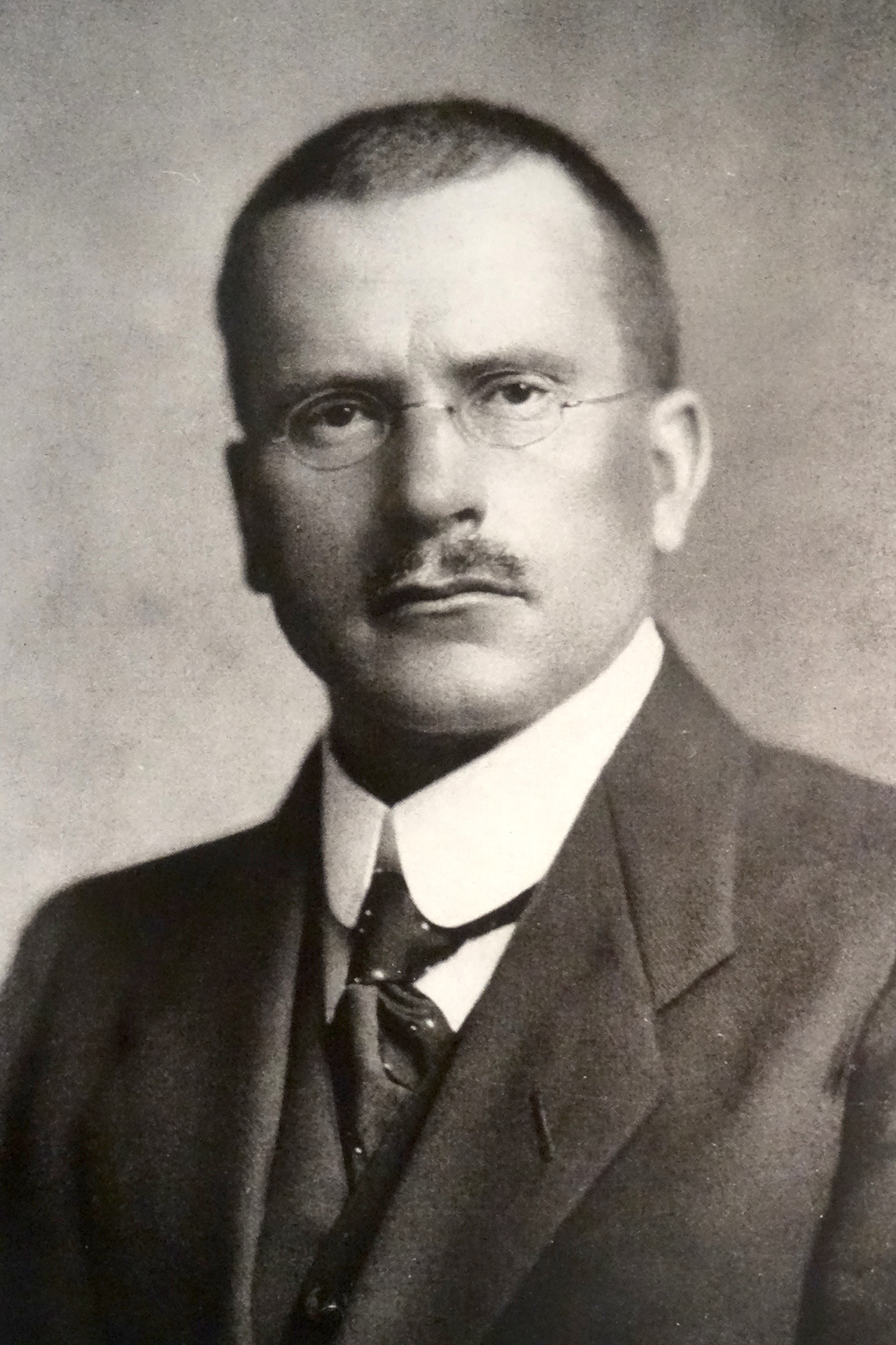
كارل غوستاف يونغ

التزامنية (بالإنجليزية: synchronicity)‏ يُعرَّف التزامن لمنشئه كارل غوستاف يونغ بأنه «صدفة ذات مغزى» أو أنها «صدف متعددة تحمل في طياتها عدد كبير من المعاني ذات مغزى». وكمثال لذلك، أن تحلق خنيفساء بداخلِ غرفةِ شخصٍ ما في مستشفى، وفي ذات اللحظة، يصف الشخص حلمه الذي راوده عن الخنيفساء السوداء (الخنيفساء السوداء تعتبر رمز للانبعاث من الموت عند المصريين القدماء)، وبذلك أن طيران الخنفساء في تلك اللحظة مع الحلم بالخنيفساء السوداء يعني أن على المريض أن يتحرر من العقلانية المفرطة.[بحاجة لمصدر]
فكرة التزامن قائمة على أن هنالك مبدأ سببي يربط الأحداث التي لها معاني قريبة أو متشابهة عن طريق الصدفة وإلى حد ما بشكل متسلسل. ويدعي يونغ أن هنالك ترابط بين العقل وإدراك ظواهر العالم الذي حولنا. 
وكان كارل يونغ يؤمن بالتنجيم، والروحانيات، والتخاطر، وتحريك الأشياء ذهنيا، والاستبصار، والتنبؤات فوق الطبيعية. بالإضافة إلى تصديقه للعديد من المفاهيم الغامضة والغير الطبيعية. وقد ساهم هو شخصيا باثنين من الظواهر الجديدة للعلوم الزائفة وهما: التزامن (موضوع هذا المقال) واللاوعي الجماعي الذي يقر بدوره الوجود البحت للاوعي كمكمون لمجمع أو مجموعة من الأشخاص في آن واحد.[بحاجة لمصدر]

## العلاقة والسببية
ما يفسر قبول التزامن كتفسير لأي شيء في العالم الحقيقي هو ببساطة قدرة العقل البشري على إيجاد معنى ومغزى من حيث لا يوجد (الاستسقاط “apophenia”: هو إدراك عفوي للصلات بين ظواهر غير ذات صلة). ودفاع كارل يونغ عن فكرته والصلات السببية يعتبر ضعيفاً جدا، حيث يقول «ظاهرة السببية يجب أن تكون موجودة.. حيث انها ممكنة إحصائيا، وعلى إي حال هنالك أيضا استثناءات» (رسائل كارل يونغ، 2:426، 1973). وأكد أن «وجود هذه الحقائق وارد - وإلا لن يكون هنالك معنى إحصائي…» (المرجع نفسه: 2:374). وأخيرا يدعي أن «افتراض وجود الاحتمالات معا هو أمر وارد» (المرجع نفسه: 2:540). وللقارئ أن يفكر في جميع الأحداث المتقاربة التي تحدث في حياة كل شخص، نضيف إليها ما لدينا من قدرة على إيجاد صلات ذات مغزى بين الأشياء والأحداث، فيبدو أننا نستطيع إيجاد الكثير من المصادفات ذات المغزى. إن الصدف متوقعة بطبيعة الحال لكن نحن من نضيف إليها المعنى.
وحتى وإن كان هنالك تزامن بين العقل والعالم، مثل بعض الصدف التي قد تعتبر حقيقة، ستكون هنالك مشكلة في معرفة تلك الحقائق. ما الدليل الذي يمكن للمرء أن يستخدمه لتحديد صحة تفسير ما؟ ليس هنالك شيء سوى الحدس والبصيرة، وهي نفس الأدلة التي يعتمد عليها معلم كارل يونغ، سيغموند فرويد في تفسير الأحلام. إذ أن مفهوم التزامن ما هو إلا مصطلح مختلف للاستسقاط.  

## النقد
وفقاً للعلوم والسببية والفيزياء والإحصاء والاحتمالية لا يوجد وصف للتزامنية سوى انها صدفة.
أما في علم النفس والعلوم المعرفية، الانحياز التأكيدي هو الميل للبحث وتفسير المعلومات الجديدة بشكل يؤكد ما يعتقد به الشخص، وتجنب المعلومات التي تعارض ما يؤمن به الشخص. وينطبق ذلك إلى حد كبير على التزامنية. 
وايضاً في علم الاجتماع وعلم النفس يصف مصطلح الاستسقاط للرصد الخاطئ لنمط معين أو معنى في بيانات غير ذات معنى. ويناقش كثير من المختصين  أن التزامنية ما هي إلا صنف من تمييز الأنماط. الرئيسيات من الحيوانات تستخدم تمييز الانماط ويقودها سلوكها إلى أنماط مغلوطة أو غير موجودة اساساً. الباريدوليا مثلاً هي إحدى الأمثلة على تمييز الأنماط الممزوج بالانحياز التأكيدي.